# Le Coupable (film, 1917)
Pour les articles homonymes, voir Le Coupable.
Le Coupable est un film de procès français d'André Antoine sorti en 1917.
Le film repose sur des retours en arrière (ou flashback) dans la narration de l'histoire, ce qui donne une tension dramatique forte au film, sans pour autant tomber dans le piège moralisateur du comportement des personnages

## Synopsis
En février 1910, Chrétien Forgeat, un jeune homme d'une vingtaine d'années, est accusé de meurtre. Aux assises, le représentant du ministère public Chrétien Lescuyer fait un aveu surprenant à la Cour : il est le père de l'accusé !
Au cours de l'audience, Chrétien Lescuyer revient sur son histoire. Issu d'une famille de notables normands, et exerçant la profession de magistrat de père en fils, le père du jeune Chrétien l'envoie à Paris finaliser ses études de droit. Un jour, François Donnadieu, sculpteur, un ami d'enfance, l'invite à se rendre dans sa maison de campagne, qui se trouve à Vaugirard, pour y passer le dimanche. C'est au cours de cette visite que Chrétien rencontre Héloïse, l'amie de cœur de Donnadieu et couturière de son état, ainsi que la jeune Perrinette Forgeat, fleuriste de profession, dont il tombe amoureux.
Après avoir vécu deux ans à Paris, entre ses études, ses sorties en compagnie de Perrinette, et les fins de semaine en compagnie Donnadieu, Chrétien réussit à décrocher son doctorat de droit. En apprenant la bonne nouvelle, monsieur Lescuyer père demande à son fils de revenir près de lui, et celui-ci s'exécute aussitôt. Il fait ses adieux à ses amis Donnadieu et Héloïse, ainsi qu'à Perrinette, qui se doute bien qu'elle ne le reverra plus. Alors que le jeune Chrétien Lescuyer est dans la demeure familiale en train de se morfondre sur son amour perdu et sur sa lâcheté, il reçoit une lettre de Perrinette lui annonçant qu'elle attend un enfant et qu'elle ne lui demande rien.
Alors que Perrinette met au monde un garçon qu'elle nomme Chrétien, Chrétien Lescuyer se marie avec la fille d'un notable de la ville, mariage voulu par son père. Pendant dix ans, elle se consacre à l'éducation de son fils, et c'est au cours d'une promenade qu'elle avec son fils qu'elle fait la connaissance de Prosper Aubry, charpentier, qui lui fait une cour plus ou moins poussée. Quelque temps plus tard, Perrinette et Aubry se marient, ce qui permet lui de donner un père à son jeune garçon, mais elle s'aperçoit bientôt que son époux n'accepte pas son fils. Quelque temps plus tard, elle meurt de phtisie. Le jeune Chrétien est orphelin de mère et il est laissé à la garde d'un homme qui ne l'aime pas. Après avoir fugué en compagnie d'un camarade de classe, le jeune Chrétien se retrouve en maison de redressement, jusqu'à sa majorité, car son beau-père refuse de le reprendre avec lui et donne au juge une copie de l'acte de naissance de l'enfant qui indique que celui est né de père inconnu.
Une fois sortie de la maison de redressement, Chrétien déambule dans Paris à la recherche d'un emploi et il rencontre « Grosse-Caisse », un ancien camarade de la « Colonie », nom de la maison de redressement située dans la Marne. Grosse-Caisse parvient à le faire engager comme figurant au théâtre du Châtelet. Au cours d'une représentation, une actrice perd sa boucle d'oreille. Grosse-Caisse la retrouve lors du changement de décor puis il va la vendre à un usurier. Et c'est Chrétien qui va servir d'intermédiaire. Une fois la transaction effectuée, Chrétien, ayant honte de ce qu'il a fait, refuse sa part du magot et se sépare de Grosse-Caisse. Cependant, les jours passent et Chrétien ne parvient toujours pas à trouver d'emploi. Une idée surgit : et s'il allait vendre le bien le plus précieux qu'il possède, une montre en or qui lui a été offerte pour son anniversaire par une personne lors de son séjour en maison de redressement. Il se rend chez l'usurier pour y vendre sa montre mais, sur un coup de folie, il tue l'usurier et s'empare de l'argent que celui-ci entreposait dans une réserve.
Après avoir commis son forfait, il déambule sans but dans les rues de Paris. Et c'est au cours de cette déambulation qu'il fait la rencontre de Louise Rameaux, une jeune brodeuse, mère célibataire, qui lui raconte ce qui l’accable. Cette dernière a des soucis d'ordre professionnel : le contremaître a refusé de prendre son ouvrage car il s'est retrouvé taché après que la fille de Louise lui a fait tomber dessus la lampe à pétrole... De plus, le contremaître exige le remboursement de l'étoffe de soie abîmée, et la jeune brodeuse n'a pas les moyens de la remplacer. Chrétien, honteux de son forfait chez l'usurier, se rend en compagnie de Louise chez elle où il découvre sa petite fille en train de dormir et se remémore les temps heureux qu'il a vécu avec sa mère. Il donne l'argent à Louise avant de partir précipitamment. Cependant, n'ayant toujours pas de quoi se nourrir, il se décide à aller vendre ses vêtements chez un fripier et c'est en sortant de la friperie qu'un ancien gardien de la maison de correction le reconnaît et le fait arrêter.
Pendant ce temps, Chrétien Lescuyer connaît une ascension professionnel que ses collègues lui envient. Étant veuf et sans enfants, son ascension professionnel lui fait quitter sa Normandie pour aller exercer à Paris. C'est au cours d'un dîner chez les Donnadieu, François étant devenu membre de l'Institut et marié à Héloïse, qu'il prend connaissance de l'affaire du meurtre de l'usurier de la rue Cadet. Cette affaire, qui fait la une de la presse, l'intéresse vivement. Sa fonction au greffe lui permet d'avoir accès au dossier, et c'est au cours de sa consultation qu'il apprend que le meurtrier de l'usurier est le fils naturel qu'il a eu avec Perrinnette... Il lui rend visite au Dépôt, alors que le jeune accusé dort d'un sommeil agité.
Au cours du procès, Chrétien Lescuyer, qui conduit l'accusation contre Chrétien Forgeat, annonce dans la Cour qu'il abandonne l'acte d'accusation et il demande la clémence des juges et des jurés, car le crime commis par Forgeat est son œuvre à lui, Chrétien Lescuyer, ayant été lâche et incapable de prendre ses responsabilités en qualité de père beaucoup plus tôt. Il prend également l'engagement de reconnaître officiellement son fils illégitime le lendemain du procès. Finalement, Chrétien Forgeat évite la peine capitale. Il est condamné à quelques mois de prison, avant de reprendre une nouvelle vie en compagnie de son père.

## Fiche technique
- Titre : Le Coupable
- Réalisation : André Antoine, assisté de Julien Duvivier
- Scénario : André Antoine, d'après le roman éponyme de François Coppée, publié en 1896.
- Photographie : Paul Castanet
- Société de production et de distribution : Pathé Frères
- Format : Noir et blanc - Muet - 1,33:1 - 35 mm
- Métrage : 1 690 m
- Date de sortie : 
  - France : 5 octobre 1917

## Distribution
- Romuald Joubé : Chrétien Lescuyer
- Sylvie : Louise Rameaux
- Jacques Grétillat : Prosper Aubry
- Léon Bernard : François Donnadieu
- René Hiéronimus : Grosse-Caisse
- Sephora Mossé : Perrinette Forgeat
- René Roche : Chrétien Forgeat
- Mona Gondré : Chrétien Forgeat enfant

## Autre
Ce film a été restauré en 1987 par la Cinémathèque Française, avec le concours du Musée d'Orsay et la participation de la fondation Kodak Pathé. La restauration du film a été possible grâce au prêt d'une copie détenue par la Cinémathèque de Prague, en République Tchèque.